# Beth Hirsch
Pour les articles homonymes, voir Hirsch.
Beth Hirsch (née le 18 octobre 1967 à Tampa) est une chanteuse et compositrice américaine.

## Biographie
Hirsch est surtout connue pour sa collaboration avec Air sur leur album Moon Safari.
Ses albums solo sont Early Days (2000), suivi de Titles & Idols (2001) et de Wholehearted (2007).

## Discographie
- Early Days (2000, Studio !K7)
- Titles & Idols (2001, Studio !K7)
- Wholehearted (2007, Electric Bee)